# TV조선3
TV조선3는 TV조선 산하의 오락 텔레비전 채널이다.

## 연혁
디지틀조선일보는 비즈니스 뉴스 프로그램을 방송하는 비즈니스앤(Business&)을 2007년 2월 12일에 개국했다. 이후 2015년 1월에 조선방송이 해당 채널의 운영권을 인수했다.
2015년 6월 1일, 비즈니스앤은 오락 프로그램을 편성하는 씨타임(C'Time)으로 개편됐다. 2021년 4월 1일, 조선방송은 씨타임을 TV조선 3로 개명했다.

## 2025년 K리그1 중계진
프리랜서 축구캐스터
- 2025년~ : 서기철, 김정근, 조우종, 임용수, 박찬민

해설 위원
- 2025년~2028년시즌 K리그 축구~ : 이용수, 강성주, 김주성, 송종국, 신연호